# Shō

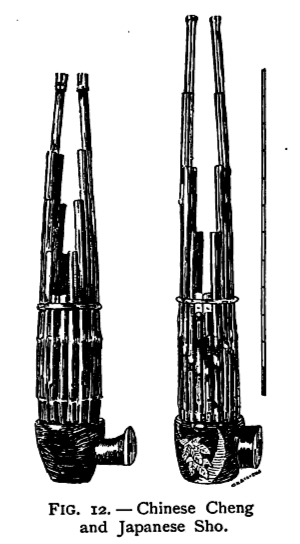
Dos órganos de boca: el cheng chino y el shō japonés.

El shō (笙) es un instrumento musical tradicional japonés construido con tallos huecos de bambú. 

## Historia
Fue introducido desde China durante la era Nara. Consiste en 17 tubos de bambú, cada uno de los cuales está ajustado en su base a una lengüeta metálica de vibración libre, salvo dos de ellos, que son silenciosos, aunque algunas investigaciones sugieren que fueron utilizados durante la era Heian. Se dice que el sonido del instrumento imita la llamada del fénix, y que es por esta razón que se conservan silenciosos los dos tubos del shō, como un elemento estético, por su parecido con dos "alas". 

## Instrumento

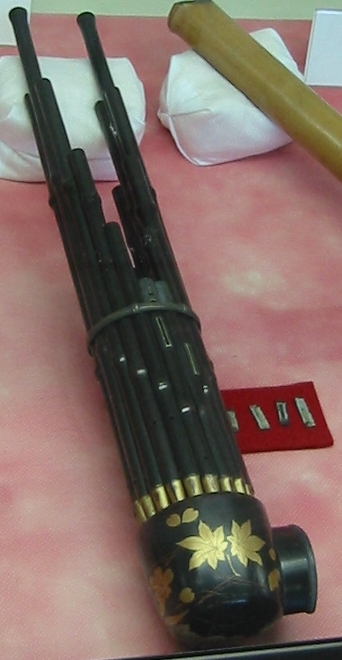
Shō en el Museo del Castillo de Gifu

Como pasa con su pariente chino el Sheng, los tubos deben ser cuidadosamente afinados con un poco de cera. Comoquiera que la humedad que se acumula en los tubos del shō dificultan su sonoridad, los intérpretes suelen utilizar unos pequeños braseros de carbón para calentarlos en los momentos en que no tocan el instrumento. Su técnica de interpretación en el gagaku incluye acordes de racimo denominados “aitake” , que van sucediéndose gradualmente para servir de fondo de acompañamiento a la melodía. El shō es uno de los tres principales instrumentos de viento madera utilizados en el conjunto de gagaku, la música cortesana del Japón imperial. 

## Compositores
Desde los comienzos del siglo XX, numerosos compositores japoneses han compuesto obras para este instrumento, tanto a solo como en combinación con otros instrumentos japoneses u occidentales. Entre los más destacados podemos mencionar a Toshi Ichiyanagi, Tōru Takemitsu, Jo Kondo, Maki Ishii, Joji Yuasa, Toshio Hosokawa y Minoru Miki.
El compositor americano John Cage (1912-1992) compuso un cierto número de obras para Mayumi Miyata justo antes de su muerte, después de haberla conocido durante el Curso de Verano de Darsmtad de 1990. Otros intérpretes notables actuales, que también han compuesto para shō y otros instrumentos son Hideaki Bunno (Japón), Tamami Tono (Japón), Hiromi Yoshida (Japón), K. Ishikawa (Japón), Randy Raine-Reusch (Canadá) y Sarah Peebles (Canadá). Podemos mencionar también a algunos notables compositores del siglo XX que han estudiado el instrumento en Japón, como Benjamin Britten y Alan Hovhaness y al compositor de vanguardia Helmut Lachenmann, quien lo ha utilizado en el clímax de su ópera, La cerillera, o Julio Estrada en Murmullos del páramo, quien además calculó que la combinatoria de la escala de 17 alturas abarca, en abstracto, 297 casos de identidades o agrupaciones posibles. 
El shō ha sido popularizado en la música popular de Occidente por artistas como el alemán Stephan Micus (en sus álbumes Life, Implosions y Ocean) o la islandesa Björk, quien lo utilizó como instrumento principal en tres canciones de su álbum "Drawing Restraint 9", banda sonora de la película del mismo nombre del artista multimedia Matthew Barney, sobre la cultura japonesa y contra la caza de ballenas. Las tres canciones son interpretadas por Mayumi Miyata, una de las más destacados intérpretes japonesas de shō.